# 徳川宗家
徳川宗家（とくがわそうけ）は、徳川氏の宗家。徳川氏は1566年に徳川家康が松平から改称したのにはじまり、江戸時代には江戸幕府の征夷大将軍を世襲。明治維新には華族の公爵家に列せられた。

## 歴史

### 出自
家伝では、清和源氏源義家の孫新田義重の四男で、上野国新田荘世良田郷徳川村（現群馬県太田市尾島町）に住して「得川四郎」を称した義季を始祖であるとし、その子孫は後に足利氏の迫害で徳川村を離れ、時宗の僧となって諸国を遍歴したが、親氏の代に三河国加茂郡松平郷の土豪松平信重の娘婿となったことで松平氏を称するようになり、親氏から徳川家康の父広忠までの8代を「松平8代」といい、家康の代に至って勅許により「徳川」に「復姓」したという。これが江戸時代に徳川幕府によって公認されていた徳川家の出自である。
しかしこれは、松平氏を清和源氏に結び付けるために捏造した系譜であることは現在では定説となっている。
松平氏の実際の出自については賀茂氏であるとか、在原氏であるとか、様々な説が唱えられており、明確でない。

### 「松平8代」
江戸時代に作られた系譜において「松平初代」とされる親氏、2代とされる泰親については実在も含めて不明な点が多いが、3代とされる信光は、室町幕府政所執事伊勢氏の被官となることで松平郷から岩津、岡崎、安祥（安城）まで勢力を拡大したことが明らかとなっている。
信光の家督を継いだ親長（岩津松平家）は、16世紀初頭頃に今川氏との戦いで滅びた。代わってその弟松平親忠（安城松平家）が惣領家となり、加茂郡や碧海郡の国人小領主を服従させて勢力を伸ばし、息子の長親も今川氏の侵入を防いで領地拡大を図った。
長親や、その子信忠の代までは惣領家の絶対的地位は確立されておらず、長親から信忠への家督相続の際には一門の激しい反対にあって、信忠は清康に家督を譲らねばならなくなっている。
清康の代に一門を再結集して安城松平家の優位を固め、三河国内を一時統一して戦国大名にのし上がった。しかし、天文4年（1535年）に清康が家臣に討たれると、松平氏の戦国大名としての領国は瞬時に崩壊、清康の子広忠は今川氏を頼って天文6年に岡崎城を回復したが、今川氏の庇護なくしての領国維持は不可能となった。
広忠も天文18年に家臣に討たれ、この際に今川義元は岡崎城に家臣を送り、三河国内の松平の領国は今川氏の支配下に置かれた。

### 徳川家康の台頭

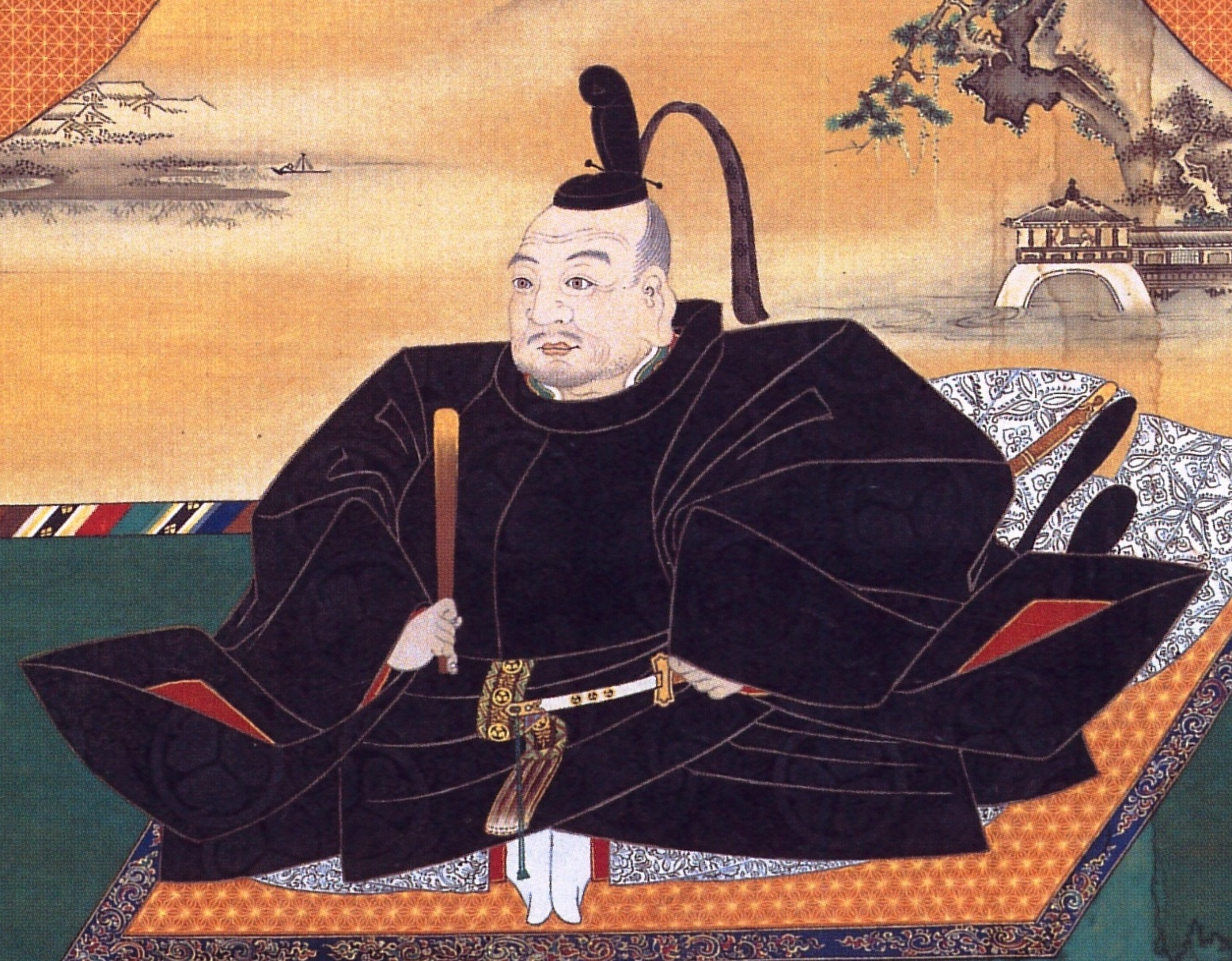
初代征夷大将軍・徳川家康

広忠の遺児の竹千代（家康）は、今川氏の人質として駿府に送られ、そこで元服して今川義元より偏諱を受け「松平元康」となる。
永禄3年（1560年）の桶狭間の戦い後に尾張の織田信長と同盟し、その庇護のもと三河から今川氏を駆逐し、永禄5年から6年頃に三河を統一し、6年に家康に改名。また自家を清和源氏に結び付けるため「徳川」への「復姓」を朝廷に申請して勅許を得るとともに、三河守に叙任された。
さらに遠江に侵攻して今川氏を滅ぼし、居城を浜松城に移して遠江の領国化を図ったが、これを阻止する甲斐武田氏と長き抗争を繰り返した。天正10年（1582年）の武田氏滅亡後に信長から駿河国を与えられたことで、三遠駿三国を領国とする大大名にのし上がった。
同年の本能寺の変後、織田家中で起きた信長の跡目争いには関与せず、その間も武田旧領の甲斐国・信濃国侵攻を進め、関東の後北条氏と争い、これに勝利して甲斐国一円と信濃国の大半を手に入れ、5カ国を領する巨大大名となった。
信長の跡目の地位を固めて政権を樹立した関白豊臣秀吉とは、当初争ったが、最終的に臣従し、豊臣政権の五大老の筆頭となった。天正18年の小田原征伐後、関東への国替えを命じられた（この国替えは小田原征伐前に家康の方から申し出ていたふしがある）。以降江戸城を居城とした。
慶長3年（1598年）に秀吉が死去すると、家康は、五大老筆頭でありながら、秀吉が出した他大名との私的婚姻を禁止する掟に背くなど、専横を強めた。それに反発する五奉行の石田三成らを慶長5年の関ヶ原の戦いで破り、戦後家康方に与した豊臣恩顧の大名たちの領地を増額しつつも、西日本に移封させ、東日本の大半を徳川氏の支配下においた。

### 将軍家時代
慶長8年（1603年）に徳川家康が征夷大将軍に任じられ、江戸に幕府を開いた。将軍職自体は2年後には三男秀忠に譲るも、駿府城から大御所として実権を握り続ける。江戸幕府成立当初「制外の家」として大坂城の豊臣家が存在したが、元和元年（1615年）に豊臣秀頼を滅ぼしたことで家康が天下人となった。
元和2年（1616年）の家康の死後、実権を握った秀忠は、数々の大名を改易して統制を強化し、紫衣事件を起こすことで朝廷も圧迫。元和9年に秀忠は将軍職を次男家光に譲り、寛永9年（1632年）の秀忠の死後に実権を握った家光は、参勤交代の制定、鎖国政策、キリシタン弾圧などによって幕府権力を強化したが、寛永19年（1642年）からは全国的大飢饉が起きて対応に苦慮した。
慶安4年（1651年）に家光が死去すると、長男の家綱が数え11歳で4代将軍の宣下を受けたが、生来病弱で主導権を発揮できず、幕政は大老酒井忠清が主導。延宝8年（1680年）に家綱が子なく死去すると、弟綱吉が5代将軍となる。忠清を罷免し、大名旗本の粛清を多く行って将軍権力を回復し、柳沢吉保ら近臣による側用人政治を行った。儒学に熱心だったが、生類憐みの令の濫発で人々を苦しめた。
宝永元年（1704年）に綱吉が男子を残さず死去すると、綱吉の兄綱重の長男家宣が6代将軍となったが在職4年で死去し、長男家継が満4歳で7代将軍となるも、享保元年（1716年）に8歳で死去。
紀州家から徳川吉宗が入嗣して8代将軍の宣下を受けた。享保の改革を主導し質素倹約で財政再建に努めた。
延享2年（1745年）に吉宗から将軍職を譲られた長男家重は、虚弱体質で言語不明瞭だったため、政治の主導権は握れなかった。宝暦10年（1760年）に家重は隠退して、長男家治が将軍となるが、趣味に没頭し、老中田沼意次が幕政を主導。在職中天明の大飢饉が発生。
天明6年に家治が死去し、一橋家から入嗣した家斉が11代将軍の宣下を受ける。在職中松平定信の寛政の改革があり、華美・贅沢は徹底的に取り締まられた。天保8年（1837年）に家斉が隠居して次男家慶が12代将軍となり、在職中水野忠邦の天保の改革があり、倹約令と風俗取り締まりを徹底して民衆を厳しく弾圧。
嘉永6年（1853年）のペリー艦隊の浦賀来航直後に家慶が死去し、四男家定が13代将軍となるも、病弱で幼稚な奇行が多く見られた。子供はなく、跡目をめぐって一橋慶喜と、紀州慶福（家茂）の対立があったが、結局、安政5年（1858年）に家茂が14代将軍の宣下を受けた。
家茂は、衰退する幕府の権威回復のため公武合体を進めるべく朝廷から皇女和宮親子内親王の降嫁を受けたが、衰退に歯止めはかからず、第二次征長戦争の敗報や、打ちこわしなど民衆の幕府への怨嗟の声が高まる中、慶応2年（1866年）に実子なく死去。

### 将軍家から静岡藩主家へ

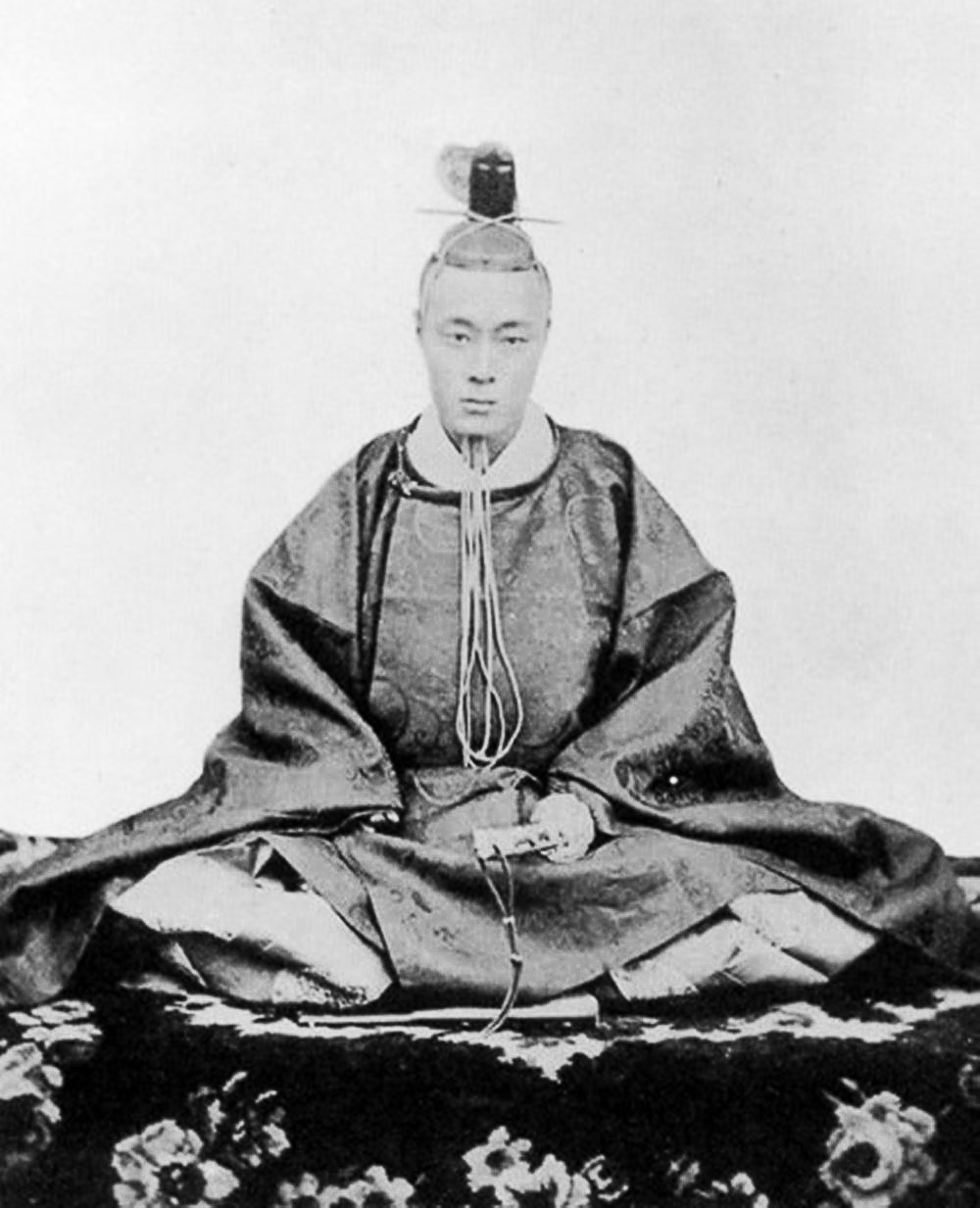
最後の将軍徳川慶喜。明治時代に徳川慶喜家を起こして宗家と別に公爵に叙される

水戸家の生まれで一橋家の当主となっていた慶喜が慶応2年（1866年）に最後の15代将軍に就任。慶応3年（1867年）10月に大政奉還を行うことで、新体制における実権の確保を狙うも、12月の王政復古の大号令と辞官納地の勅命により阻止され、慶応4年（1868年）1月に鳥羽伏見の戦いを起こすも惨敗して江戸へ逃亡。朝敵となった慶喜を追討すべく東征軍が江戸へ進軍する中、恭順を決意した慶喜は江戸城を退去、上野で謹慎した。
東征軍参謀西郷隆盛と旧幕府勢力代表者勝海舟の会談の結果、4月11日の江戸城無血開城と慶喜の助命・謹慎が決定した。
慶応4年閏4月29日に政府は、御三卿の一つ田安徳川家の4歳の当主亀之助を養子にして徳川宗家を相続させるよう命じ、元津山藩主松平確堂にその後見役を命じた。16代当主となった亀之助は、5月18日に「家達」に改名、同月24日に駿河一円、および遠江と陸奥国の一部において70万石を拝領した（後に陸奥の領地は三河国の一部に替えられた）。
家達は、8月15日に駿府（現：静岡県静岡市葵区）に入り、まもなく駿府の町は静岡に改名され静岡藩を立藩した。10月に明治天皇が江戸城に入城して皇居としたため、11月には天機伺いのため駿府を発って東京へ向かう。10日に参内して天皇への拝謁を許され、天皇からお菓子を下賜された。後年この時の家達の参内に随伴した家臣は、かつて将軍直参だった面々は、他の大名家の人々に混じって参内するのは不慣れだったようでうろたえがちだったと回顧している。
なお謹慎していた慶喜の方は、明治2年に赦免され、その後静岡県で趣味に没頭する生活を送ったが、明治30年（1897年）にいたって東京に移住し、明治31年に明治天皇に拝謁を許された。明治35年に宗家と別に公爵に叙され、分家の徳川慶喜家を起こし、その初代当主となった。

### 明治以降

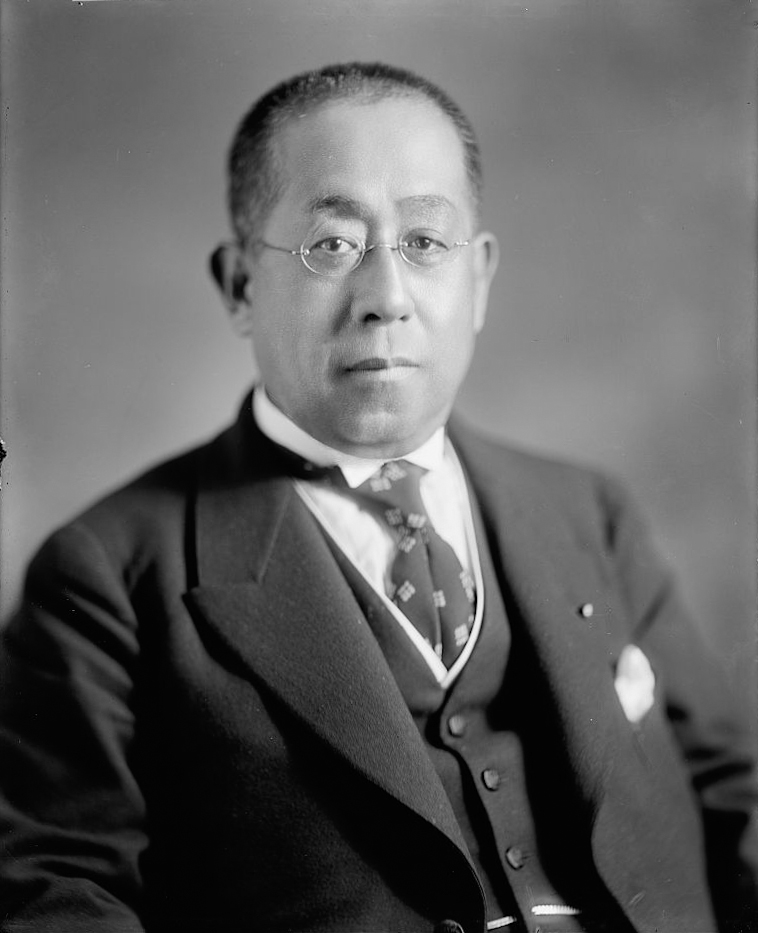
初代公爵・徳川家達（1921年から22年頃）

徳川家達は、明治2年（1869年）の版籍奉還により静岡藩知事に転じるとともに華族に列せられた。
版籍奉還の際に定められた家禄は、現米で2万1021石。
明治4年（1871年）7月の廃藩置県で藩知事を免じられた家達は、8月に東京へ再移住した。東京では赤坂福吉町の旧人吉藩邸を3800両で購入して邸宅とし、その敷地内の別棟に天璋院（家定正室）、本寿院（家定生母）、実成院（家茂生母）も一緒に暮らした。
明治9年（1876年）の金禄公債証書発行条例に基づき、家禄の代わりに支給された金禄公債の額は56万4428円56銭5厘（華族受給者中10位）。
明治10年（1877年）には徳川宗家邸は赤坂福吉町から千駄ヶ谷へ移った。現JR千駄ケ谷駅の南側一帯に位置し、敷地面積は10万坪を超え、家達が同年にイギリス留学に出た後に徳川公爵邸となる洋館が完成した。世間から「千駄ヶ谷御殿」と呼ばれた豪邸だった。千駄ヶ谷邸は、昭和18年（1943年）まで徳川宗家公爵邸であり続けたが、この年に東京府が錬成道場として利用するために敷地と邸宅を買収し「葵館」と名付けられた。その後、木造建築物は撤去、鉄筋コンクリートの洋館2棟は移築され、1956年（昭和31年）に東京体育館が建設されて現在に至っている。
千駄ヶ谷にあった徳川公爵家の邸宅
- 正面玄関
- 庭側から

明治17年（1884年）7月7日の華族令施行とともに家達は公爵位を授けられた。叙爵内規では公爵の叙爵基準について「親王諸王ヨリ臣位に列セラルル者 旧摂家 徳川宗家 国家二偉勲アル者」と規定されており、旧大名華族では徳川宗家だけが偉勲なくして公爵位を許されていた。他に旧大名華族で公爵に叙された家に島津家と毛利家があるものの、両家は維新功労者であることから「国家二偉勲アル者」の枠で授爵されたものである。
また徳川慶喜の四男徳川厚は、明治15年11月に徳川宗家の戸籍から分家して別戸を編製し、特旨を以て華族に列せられていたが、この明治17年の華族令施行に際して男爵に叙せられている（徳川厚家）。
貴族院開設後、家達は、公爵議員として議席を保有。家達は、明治36年（1903年）には近衛篤麿公爵の跡を受けて貴族院議長に就任。以降昭和8年（1933年）までの30年にもわたって議長職に在職した。
家達夫人の泰子は近衛忠房の長女であり、昭和前期に三度にわたって内閣総理大臣を務めた近衛文麿公爵は甥にあたる。
昭和15年（1940年）6月5日に死去した家達の跡を継いで公爵位を継承した、17代当主の家正は、襲爵前に外交官を務め、カナダ・トルコの駐在公使に就任している。昭和21年には最後の貴族院議長に就任している。
家正夫人の正子は、島津忠義公爵の九女。
家正には長男家英があったが、昭和11年に父家正に先立って死去して男子がなくなったため、家正の娘豊子と松平一郎の間の次男恒孝を養子にした。18代目の当主となった恒孝は、宗家の貴重な遺産を管理するため、財団法人（現：公益財団法人）德川記念財団を設立した。
恒孝夫人の幸子は、寺島宗従伯爵の長女。
恒孝は2023年（令和5年）1月1日に家督を長男の家広に譲り、29日に東京都港区の増上寺で「継宗の儀」を行った。
家広は、作家・翻訳家・政治経済評論家として活躍し、徳川記念財団の理事長も務めている。2019年の参議院選挙では立憲民主党の公認候補として静岡県選挙区から出馬しているが、落選している。

## 歴代当主と主な子
| 世数           | 世数 | 将軍     | 出身                                         | 主な子 |
| -------------- | ---- | -------- | -------------------------------------------- | --- |
| 徳 川 将 軍 家 | 初代 | 徳川家康 | 安祥松平家                                   | 1. 松平信康（長男（嫡男）。のちに切腹を命じられる） 2. 結城秀康（越前松平家） 3. 秀忠（2代将軍） 4. 松平忠吉（無子。断絶） 5. 松平忠輝（流罪。断絶） 6. 徳川義直（尾張家） 7. 徳川頼宣（紀州家）- 光貞 - 吉宗（8代将軍） 8. 徳川頼房（水戸家）- - - - - - - - 慶喜（15代将軍）                                                         |
| 徳 川 将 軍 家 | 2代  | 徳川秀忠 | 徳川氏 先代の三男                            | 1. 家光（3代将軍） 2. 徳川忠長（駿河家。駿河大納言。切腹して断絶） 3. 徳川和子（後水尾天皇の中宮。東福門院） 4. 保科正之（会津松平家）- - - - - - - 恒孝（18代当主） |
| 徳 川 将 軍 家 | 3代  | 徳川家光 | 将軍家 先代の長男                            | 1. 家綱（4代将軍） 2. 徳川綱重（甲府家）- 家宣（6代将軍）、松平清武（越智松平家） 3. 綱吉（館林家、5代将軍） |
| 徳 川 将 軍 家 | 4代  | 徳川家綱 | 将軍家 先代の長男                            | 実子は死産・流産の為､なし |
| 徳 川 将 軍 家 | 5代  | 徳川綱吉 | 館林家から養子 先代の弟                      | 1. 徳川徳松（夭折） |
| 徳 川 将 軍 家 | 6代  | 徳川家宣 | 甲府家から養子 先代の甥 （3代家光の孫）      | 1. 家継（7代将軍） |
| 徳 川 将 軍 家 | 7代  | 徳川家継 | 将軍家 先代の四男                            | 実子なし |
| 徳 川 将 軍 家 | 8代  | 徳川吉宗 | 紀州家から養子 初代の曾孫                    | 1. 家重（9代将軍） 2. 徳川宗武（田安家）- - - - - - - 家達（16代当主） 3. 徳川宗尹（一橋家）- 治済 - 家斉（11代将軍） |
| 徳 川 将 軍 家 | 9代  | 徳川家重 | 将軍家 先代の長男                            | 1. 家治（10代将軍） 2. 徳川重好（清水家） |
| 徳 川 将 軍 家 | 10代 | 徳川家治 | 将軍家 先代の長男                            | 1. 徳川家基（夭折） |
| 徳 川 将 軍 家 | 11代 | 徳川家斉 | 一橋家から養子 先代の従甥 （8代吉宗の曾孫）  | 1. 家慶（12代将軍） 2. 徳川斉順（紀州家へ養子）- 家茂（14代将軍） |
| 徳 川 将 軍 家 | 12代 | 徳川家慶 | 将軍家 先代の次男                            | 1. 家定（13代将軍） |
| 徳 川 将 軍 家 | 13代 | 徳川家定 | 将軍家 先代の四男                            | 実子なし |
| 徳 川 将 軍 家 | 14代 | 徳川家茂 | 紀州家から養子 先代の従兄弟 （11代家斉の孫） | 実子なし |
| 徳 川 将 軍 家 | 15代 | 徳川慶喜 | 水戸家出身 一橋家から養子 初代の末裔         | 1. 徳川厚（分家して男爵を授けられる） 2. 池田仲博（池田侯爵家・池田輝知の養子となる） 3. 徳川慶久（徳川慶喜家第2代当主） 4. 徳川誠（分家して男爵を授けられる） 5. 勝精（勝伯爵家・勝小鹿の養子となる） 6. 徳川茂栄（高須松平家出身。尾張藩第15代藩主を経て養子となり、一橋徳川家第10代当主となる） 7. 家達（田安家から養子。16代当主） |
| 徳 川 公 爵 家 | 16代 | 徳川家達 | 田安家から養子 8代吉宗の来孫                 | 1. 家正（17代当主） |
| 徳 川 公 爵 家 | 17代 | 徳川家正 | 公爵家                                       | 1. 徳川家英（早世） 2. 恒孝（会津松平家から養子） |
| 徳 川 宗 家    | 18代 | 徳川恒孝 | 会津松平家から養子                           | 1. 家広（19代当主） |
| 徳 川 宗 家    | 19代 | 徳川家広 | 宗家                                         | 実子なし |